# Bulldog (motorfiets)
Bulldog en Slaney zijn Britse historische merken van motorfietsen van dezelfde fabrikant.
De bedrijfsnaam was: H.H. Timbrell of Central Garage, Olton, Birmingham.
Timbrell begon in 1920 met de productie van motorfietsen met een 689cc-Coventry Victor tweecilinderboxermotor die in een eigen frame gemonteerd werd. Verder had de machine een B&B-carburateur, een Sturmey-Archer-drieversnellingsbak en een chain-cum-belt aandrijving. Deze motorfiets, die onder de merknaam "Bulldog" werd gebouwd, had een aflopende bovenste framebuis en een zwart gelakte tank met rode zijpanelen. Er was ook een complete zijspancombinatie leverbaar. Het was een aantrekkelijk model, dat een succes had kunnen worden, maar al na drie maanden verkocht Timbrell zijn project aan Slaney Engineering en vanaf dat moment heette de motorfiets dan ook "Slaney". De productie bleef bij Timbrell, die de Slaney-motorfietsen vrijwel ongewijzigd tot in 1922 produceerde.